# 边缘型人格障碍
邊緣型人格障礙（英語：borderline personality disorder），簡稱邊緣型人格，是一種B型人格疾患，以長期不穩定的人際關係模式、扭曲的自我概念和強烈的情緒反應為主要特徵。它的另一個主要特徵是精神上和行為上的極端對立且交互並存，並作出自我傷害等破壞性的行為，且這些行為會反覆出現。BPD 的症狀可能由其他人認為正常的事件觸發。自殘和自殺在此疾患上是常見的。約50%到 80%的 BPD 患者會發生自殘，最常見的自殘方法是用銳利物割劃身體。 
其他症狀可能包括出現與現實狀況不成比例的、強烈的被拋棄恐懼感、絕望和憤怒。BPD 通常從成年早期開始，並在各種情況下發生。物質使用疾患、抑鬱症和進食障礙通常與 BPD 相關。大約 10% BPD患者死於自殺。BPD經常遭受來自媒體和精神病學領域的社會污名，因此常常未被診斷出來。
BPD 的原因尚無定論，但一些研究認為BPD與遺傳、神經、環境和社會因素皆有相關。BPD患者的近親罹患BPD的機率是其他人的五倍，而不良的生活事件似乎也有影響。其潛在的生理機制則指向神經系統中的邊緣系統缺失。BPD 與其他九種障礙共同被《精神疾病診斷與統計手冊》（DSM）認定為人格障礙。《精神疾病診斷與統計手冊》第四版認為只有超過18歲的成人會患此疾病，而第五版則修訂為成年早期開始。然而，有些人說這些症狀也有可能在兒童與青少年中發現。
如果不進行治療，BPD症狀可能會惡化。近一成的患者出現自殺行為。BPD 需要採用心理治療療程，例如認知行為療法（CBT）或辯證行為療法（DBT），研究顯示DBT可能會降低這種疾病的自殺風險。BPD 的心理治療可以以一對一或團體治療的形式進行。另一方面，雖然藥物不能治癒 BPD，但可用於幫助緩解相關症狀。其中，雖然其有效性尚未被證明，SSRI類抗抑鬱藥和喹硫平仍然被廣泛用於BPD患者。BPD的嚴重病例可能需要接受住院治療。
據估計每年約有 1.6% 的人患有 BPD，最高可能高達 6%。女性被診斷出BPD的機率大約是男性的三倍。這種疾病在老年人中似乎不太常見。關於此種疾病的命名一直存在爭議，尤其是針對“邊緣”這個詞的適用性。有相關的消息指出BPD患者被暗示人格具有缺陷，而此結論對於BPD患者帶有歧視的意味。目前精神醫學的各學派仍對此疾患的確切特質、原因與療法有所爭議，但此疾患已被公認為一項重大的心理問題。

## 流行率
以美國研究估計，患有邊緣性人格患者的美國人可能有一千萬名以上，其成人發生率約在1~3%，而男女罹患比率約1：3。因精神疾病住院患者中，多達20%為此症患者。求助於美國精神醫療的患者中，有15%~25%的患者被診斷出具有邊緣人格。雖然此疾患的患者很常見，但卻鮮為人知，部分原因是因其診斷標準在1980年才正式被美國精神醫學會納入《精神疾病診斷與統計手冊第三版》（The Diagnostic and Statistical Manual, DSM-III）。有些研究發現，在飲食疾患的患者中，大約50%的患者為邊緣人格。其他的研究也顯示，在酗酒與毒癮的患者中，超過50%的患者也符合邊緣人格的定義。

## 歷史與由來
邊緣人格文獻中，最初的紀錄為瑞士醫師波耐於1684年觀察發現，有病患出現極為不穩定的週期性情緒反應。接著於1884及1890年，精神科醫師休斯及羅斯皆附和以上描述，且形容此症為「邊緣性精神錯亂」（英語：borderline insanity）。埃米爾·克雷佩林在1921年證實「過激人格」（英語：excitable personality）的存在，當時克氏對此人格的描述已與當今所認知的邊緣人格頗為相近。數年後，精神分析師瑞奇於1925年出版「衝動性格」（英語：The Impulsive Character）一書，描述此性格同時存在兩種截然不同的情緒，且能相安無事的並存。
直到1938年，「邊緣人格」一詞才由史登首先提出。他形容這是個難於治療，介於精神官能症與精神病之情緒性病症，因此取名為邊緣（英語：borderline）人格。1942年，杜契提出有些患者為了克服孤獨感，會前後判若兩人的於不同情境，突然改變情緒與態度，以處理內在的分離焦慮困擾。她形容這樣的人格特質者為「彷彿人格」（英語：as-if personality）。當參照九大診斷標準的第九項：出現瞬變，且與壓力有關的妄想或嚴重解離現象。有些極度壓抑的邊緣人格者會出現多重人格及解離失神現象，杜契的解讀已接近多重人格的症狀。
1948年的DSM-I，當時的名稱叫做「情緒不穩定人格」（英語：emotionally unstable personality disorder），第二次世界大戰，大家對這謎樣的心理病症仍無法勾勒出清楚輪廓，然而曙光似乎在1967、68年開始呈現，1967肯伯格發表邊緣人格組織（英語：borderline personality organization）論文，他提出此人格三大特點，與DSM診斷標準有直接關係的是自我認同障礙（英語：identity diffusion）。
1968年葛林克帶領一研究團隊，針對五十位病患提出邊緣人格的研究報告，這不僅為首次較大規模的實證研究，對日後此症的診斷標準也具決定性影響。葛氏提出四項此症的亞型症狀，前三項分別為：一，瀕臨精神失常重症患者；二，似精神官能症的輕度患者；三，像杜契所說的'彷彿人格'族群；較值得注意的是四，核心邊緣族群（英語：the “core” borderline group），他發現患者有孤單、情緒不穩、自我意識不足及人際關係的互動困擾。此四核心診斷描述，後來分別被DSM視為重要參考依據。1968年的另件大事為DSM-II的出版，對邊緣人格描述仍模糊不清，圍繞在精神疾病層次打轉，最常被提到的名稱為隱性精神分裂（英語：latent schizophrenia）、循環情緒性人格（英語：cyclothymic personality）等。
1975年，岡德森與辛格發表六項針對邊緣人格患者的診斷標準，除第三、五項外，其餘四項皆被DSM-III列入主要依據，可見當年此
六項標準的重要性。此六項標準分別為：
1. 伴隨敵意的強烈情緒
2. 由於過往的衝動行事，經常出現自我傷害行為
3. 因自我認同問題，導致社會適應困擾
4. 出現短暫的精神症狀，常在非預期情況下情緒失控
5. 在非結構性的心理測驗（按：像羅夏克墨跡測驗）中出現失神或退化反應
6. 在依賴關係中，情緒時好時壞的迅速擺盪，形成不穩定的情感關係.

史匹澤與同事們於1979年根據岡德森與柯柏在1978年所作的研究報告，加上肯伯格的自我認同障礙，以及葛林克所提出的四項邊緣人格亞型症狀描述，綜合各方意見後，終於在1980年的DSM- III標示出邊緣人格的八大診斷標準，而後在1987年的修訂版，首次提到邊緣人格者有被遺棄（英語：abandonment）的內在恐懼，最後在1994年出版DSM-IV，最受矚目的第九項：出現瞬變，且與壓力有關的妄想或嚴重解離現象，被正式列入。2000年第四版修訂版出版。2013年DSM第五版問世，仍維持前述的九項診斷標準。

## 病因
邊緣人格與其他心理疾病的不同在於，此患者有一種根深柢固的人格特質，這些特質長期形成後僵固不具彈性，使患者產生負面的思考、行為與應對模式。
1. 幼年、童年時，或結婚前後，遭受家庭暴力的受害者，或受到極大創傷如：身體或性方面的虐待。
2. 多數病人的童年與家人分離，或被忽視，雙親有衝動和憂鬱的特質。
3. 人格成熟的過程受到阻撓，與父母分離，並於形成獨立人格的過程缺乏適當的理性指引。
4. 曾遭受過同儕、情侶、戰爭暴力、刑事案件的傷害所造成難以脫逃的陰影。

在上述情況下，他們仍卡在依賴他人的角色中，無法發展出獨立的自我。

## 边缘性人格障碍的核心特征（BPD Core Features）
- 情绪不稳定
  - 容易爆发情绪，易怒、易悲伤或焦虑。
  - 情绪波动迅速而剧烈，小事情能引起极大反应。
- 人际关系不稳定
  - 经常陷入理想化与贬低化的两极分化状态。
  - 对亲密关系过度敏感，时而强烈依赖，时而极度疏远。
- 自我认同不稳定
  - 经常感到空虚、不知道自己是谁。
  - 缺乏明确稳定的自我感知。
- 冲动与自毁倾向
  - 容易自残、自伤，手臂上留下明显伤痕。
  - 暴饮暴食、滥用性行为、滥用药物、金钱挥霍。
- 解离现象
  - 可能出现现实感丧失或人格分离感，产生幻觉或短暂解离。
- 剧烈的被抛弃恐惧
  - 无法接受分手或离开，会强烈恐惧被抛弃，甚至主动破坏关系来避免这种恐惧。

## BPD实际表现案例
- 情绪不稳定案例
  - 因挂科或生活挫折，表现出明显情绪崩溃，经常容易激怒、爆发。
  - 描述“感觉自己被诅咒了”、“精神快要崩溃”、“情绪风暴”。
- 人际关系混乱案例
  - 与前任及伴侣之间频繁分手、复合。
  - 亲密关系呈现“要么过分依赖，要么极度冷漠”，无法稳定。
- 自我认同危机案例
  - 对于亲密关系中，身份认上表示“意识形态完全绑定于你”，曾描述“不知道自己是谁”。
  - 曾经迷恋某些特定领域或特定意识形态来定义自我，但并未真正建立稳定的自我概念。
- 自毁倾向案例
  - 明显手上有自残的伤疤，并承认情绪激动时自我伤害。
  - 挂科、自暴自弃，对自己的前途出现明显破坏行为。
- 性关系异常表现
  - 频繁对伴侣表达强烈的性欲，语言粗暴，对性行为有明显强迫和控制倾向。
- 饮食与身体控制问题
  - 在日常生活中，暴饮暴食，情绪性进食导致体重失控。因为情绪激动，从而做出错误决定，例如，做饭时，食物无意识没有将食物煮熟，甚至因此中毒。
- 人际关系疏离与孤立
  - 环境巨大变化后，与同学难以正常社交，感到孤立，虽然表面努力融入，但实际无法建立深层次关系。
  - 朋友圈和社交网络频繁发负面情绪，向公众表达强烈的孤独感和不被理解感。

## 診斷標準

### 美國精神醫學會
美國精神醫學會出版的精神疾病诊断与统计手册第五版(DSM-5)，以下九項症狀，如符合五項以上,即是診斷邊緣人格的主要依據之一：
1. 無法忍受被人拋棄，一旦發生，會有激烈反應。
2. 極端的思考模式，是非對錯以自己的認知為中心，極易造成人際衝突。
3. 有自我認同障礙，自信心低或過度自信，因此影響人際關係。
4. 情緒低落時，會有自我傷害及放縱的行為，例如：飆車、瘋狂購物、傷害他人的衝動。
5. 會藉由輕生、自殘等威脅他人不得結束情感關係。
6. 不合時宜的爆發憤怒情緒，或對憤怒難以控制。
7. 情緒失控時，憂鬱、焦慮情緒會持續數小時。
8. 害怕孤單，經常有空虛感。
9. 短暫出現與壓力有關的妄想，或嚴重解离現象。

### 世界衛生組織(WHO)
世界衛生組織(WHO)在ICD-10對邊緣人格的診斷標準：
DSM是美國通用的精神疾病診斷系統，中國也傾向此標準，而世界各地多半使用WHO的ICD-10（國際疾病與健康相關問題統計第十版）。
ICD-10稱為情緒不穩定人格（Emotionally unstable personality disorder)：其中有兩項亞型症狀：衝動型與邊緣型
衝動型：以下五項診斷標準至少需符合三項，且必須包含第二項：
1. 明顯的衝動行為，且不考慮後果。
2. 經常與人爭執衝突，尤其當衝動行為受到阻礙或批評時。
3. 易爆發憤怒或失控行為，且無法控管此情緒。
4. 對於缺乏立即性回報之事務，缺乏行動的持續力。
5. 不穩定且善變的情緒。

邊緣型：至少有三項符合衝動型診斷標準，且至少符合以下兩項邊緣型標準：
1. 在自我形象，目標，內在喜好上的障礙與不確定。
2. 易涉入緊張且不穩定的關係，且導致情緒困擾。
3. 強烈的避免被人遺棄（按：害怕分離）。
4. 以警告或動作，不斷出現自我傷害（按：以避免分離）。
5. 持續的空虛感。
6. 出現飆車，縱火，藥物濫用等衝動行為。

## 症狀和徵候
患者一般在下面几个方面有非常不稳定的表现：

### 情緒
邊緣性人格患者感受的情感是比其他人更深且長的。舉例來說，當一種典型的情感一般人12秒，他們的情感時間可能會延長20%。此外，情緒可能會再三重複，並持續一段長時間。因此邊緣人格患者在強烈的情感經驗之後，會需要更長的時間恢復到平穩的情緒基準。
在Marsha Linehan的觀點中，邊緣人格患者對情緒的敏感度、高強度和持續時間，有好也有壞。邊緣人格患者常常格外的理想主義、充滿快樂、令人喜愛。然而當他們感覺被負面情緒征服時，會經歷到強烈的悲痛而非難過、羞恥和丟臉而非輕微的難堪、憤怒而非煩惱、恐慌而非焦躁。尤其當感受到被拒絕、孤立和感到失敗時特別容易受傷。在學到其他的應對機制前，他們處理或逃離強烈負面情緒的努力可能引起自我傷害或自殺行為。他們往往知道他們的負面情緒反應的強度，因為不能調節，只好完全封鎖情緒。這行為可能對邊緣人格患者有害，因為負面情緒也有其作用，警惕人們問題情境的存在並促使人們遠離。
雖然邊緣人格患者也容易感到強烈的喜悅，他們特別容易感到煩躁不安（dysphoria）或心理和情緒上的困擾。Zanarini et al.認定在此有四種典型的煩躁不安狀況：
極端的情緒、破壞或自我毀滅、感到不完整或缺乏自我、感到被害。在這些分類中，邊緣人格與三個特定狀況的組合強烈相關：
- 感覺被背叛
- 想要傷害自己
- 感覺完全失去控制。[21]

由於邊緣性人格所體驗的煩躁不安差異很大，感覺困擾的程度是有效的邊緣人格指標之一。
除了激烈的情緒，邊緣人格患者還會經歷情感的不穩和易變性，不僅僅是在憂鬱沮喪和情緒高昂的快速改變，在憤怒和焦慮、沮喪和焦慮中的轉換情況發生更頻繁。

### 行為
衝動行為很常見，包括：物質或酒精濫用、飲食疾患、不安全的性行為、多重性伴侶、過度消費或危險駕駛。以治療“多重性伴侶”作為一種精神疾病的症狀是有爭議的，可能會導致更大比例的婦女被診斷出邊緣人格，因為多重性伴侶違反了傳統的女性角色。衝動行為也可包括離開工作或一段關係、離家出走、偷竊，自殘。
邊緣人格者的衝動行為能立刻緩解情感上的痛苦，然而此行為所導致的羞恥與內疚反而更加深痛苦。他們也長期遭受住院、監禁、無家可歸和貧窮的結果。邊緣人格患者經常在感到情緒痛苦、致力於衝動行為去舒緩痛苦這循環中，因他們的行為感到羞愧和內疚，從羞愧和內疚中感到情緒上的痛苦，然後體驗更強的衝動行為去舒緩新的痛苦。長久而言，衝動行為與痛苦情緒經常交替運作。
行為和不穩定的情緒，人際關係，自我形象並搭配九項標準為《DSM-IV-TR》定義BPD主要的特徵，BPD放在Axis II。
邊緣性人格疾患的主要徵狀如下：
1. 竭盡努力避免真實或想像中的自我被拋棄。
2. 不穩定且緊張的人際關係模式，特徵為徘徊在過度理想化及否定其價值兩極端之間。
3. 自我認同障礙：自我形象（self image）或自我感受（sense of self）持續而明顯的不穩定。
4. 至少兩方面可能導致自我傷害的衝動行為。
5. 多次表现自殺的行為、姿態、或自殘行為。
6. 由於心情反應過度，情感表現不穩定。
7. 長期感到空虛。
8. 不合宜且強烈的憤怒，或難以控制憤怒的情绪。

邊緣人格者的人際關係不穩定，與本身無法承受離別而又害怕親密非常相關。典型的邊緣人格患者會出現依賴、黏人、理想主义等的性格，但一旦伴侶或朋友開始抗拒他們的需求，他們的反彈又會成為另一種極端，像是貶抑對方、抗拒親密的關係或一味逃避等。患者一面期望與人緊緊相繫、被照顧，但卻又害怕親密關係，在這樣矛盾的心態中不斷受苦。
由於患者缺乏"客體恆常"（Object constancy）的感覺，故與他人相處時，總把對方當成剛結識的人，無法以一貫的態度來面對，所以對對方的感覺總是變來變去。也因為總是專注於局部，無法感受並看到事情的全貌，所以較難從過去的錯誤經驗中學習，也無法客觀了解自己的行為模式，因此不合適的感情模式總是一再循環。例如典型的女性患者會再回到施暴者的伴侶身邊，再次受虐，男性患者則和不適合的對象交往，且總是一再循環。
也因此在這樣的惡性循環之下，使得患者對於自己的自信心日漸低落，產生自我認同障礙，也懷疑別人關心自己的動機，由於上述原因，他們無法培養真正的自信，以健康的方式依賴他人，使他們在與人交往時，難以達到真正的親密。

### 自我傷害和自殺

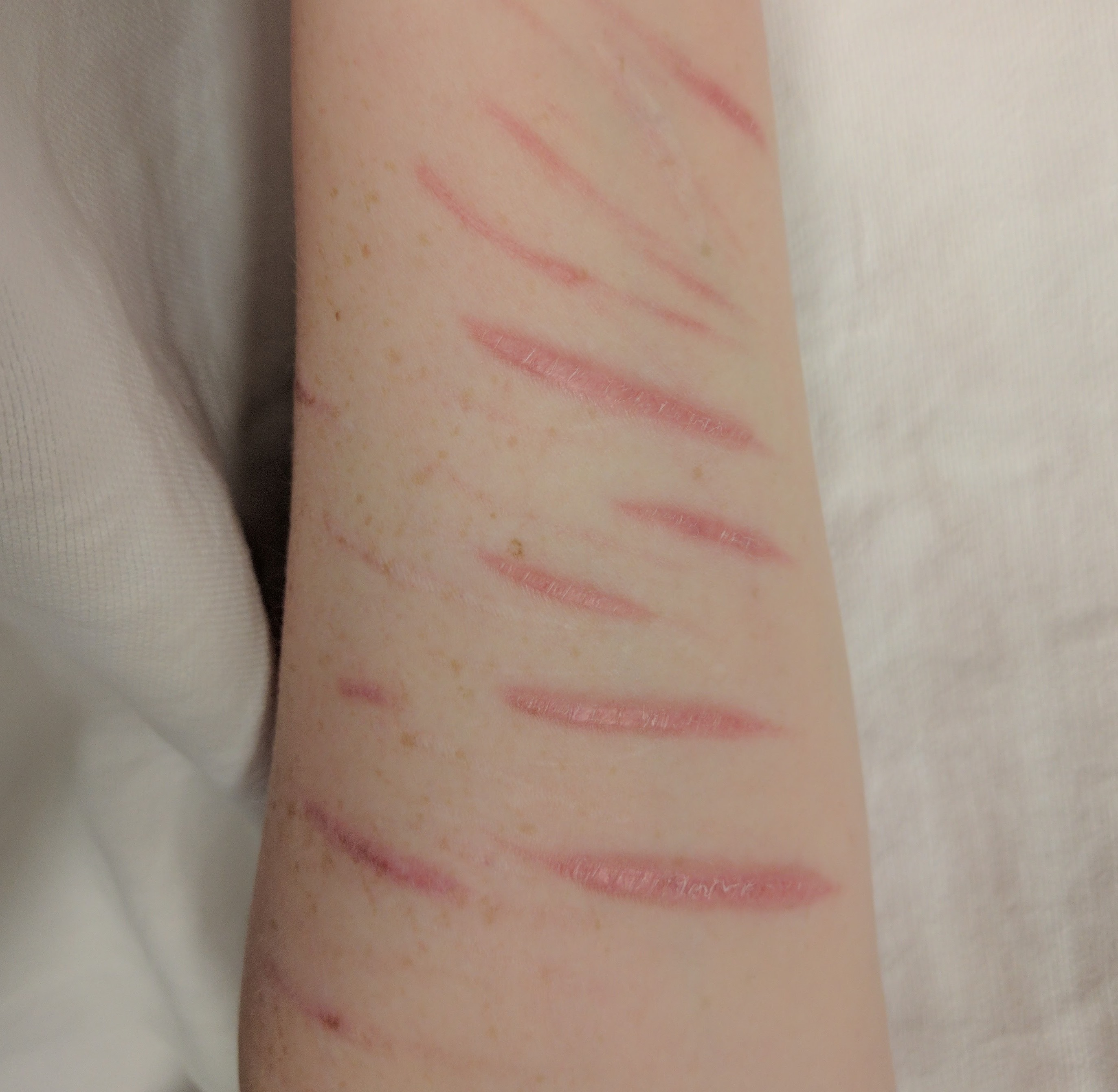
自殘留下的傷口，是邊緣性人格常見的標誌。

自我傷害或自殺行為是在精神疾病診斷與統計手冊中的一個主要診斷標準。自此行為管理和恢復是複雜和具挑戰性的。邊緣性人格患者的自殺率是8%至10%。
自我傷害是很常見的，並可能發生有或無自殺意圖。非自殺性自傷的理由不同於企圖自殺的理由。  非自殺性傷害的理由包括表達憤怒、自我懲罰、產生正常的情感（經常的解離反應）和從情感的痛苦或困難的情況分散自己的注意力。相反的，企圖自殺通常反映一個自殺後狀況會較好的念頭。  自殺和非自殺性自我傷害是種感到負面情緒的反應。
性虐待可以特定觸發傾向邊緣性人格青少年的自殺行為。

### 人際關係
邊緣性人格患者對別人對待他們的方式可以很敏感，當受到善意的表達會感到強烈的喜悅和感激，感到批評或受到傷害時會強烈的哀傷或憤怒。他們對其他人的感情經常因失望從正轉負而轉移，輸給別人感到威脅，或喪失自尊。

### 引用
1. ↑  . British Psychological Society. 2009. （原始内容存档于12 November 2020）.
2. ↑  陈至立 (编). . . 上海: 上海辞书出版社. 2019  [2024-03-25]. ISBN 978-7-5326-5325-6. （原始内容存档于2024-03-25）.
3. 1 2 3 4 5 6 7 8 9 10 11 12 13 14 15  . NIMH.   [16 March 2016]. （原始内容存档于22 March 2016）.
4. 1 2 3 4 5 6 7  American Psychiatric Association.  5th. American Psychiatric Publishing. 2013. ISBN 978-0-89042-555-8.
5. ↑  Chapman AL. . Development and Psychopathology (Cambridge, England: Cambridge University Press). August 2019, 31 (3): 1143–1156  [5 April 2020]. ISSN 0954-5794. PMID 31169118. S2CID 174813414. doi:10.1017/S0954579419000658. （原始内容存档于4 December 2020） （英语）.
6. ↑  Oumaya M, Friedman S, Pham A, Abou Abdallah T, Guelfi JD, Rouillon F. . L'Encéphale. October 2008, 34 (5): 452–8. PMID 19068333. doi:10.1016/j.encep.2007.10.007 （法语）.
7. ↑  Aviram RB, Brodsky BS, Stanley B. . Harvard Review of Psychiatry. 2006, 14 (5): 249–56. PMID 16990170. S2CID 23923078. doi:10.1080/10673220600975121.
8. ↑  . Melbourne: National Health and Medical Research Council. 2013: 40–41. ISBN 978-1-86496-564-3. In addition to the evidence identified by the systematic review, the Committee also considered a recent narrative review of studies that have evaluated biological and environmental factors as potential risk factors for BPD (including prospective studies of children and adolescents, and studies of young people with BPD)
9. 1 2  Leichsenring F, Leibing E, Kruse J, New AS, Leweke F. . Lancet. January 2011, 377 (9759): 74–84. PMID 21195251. S2CID 17051114. doi:10.1016/s0140-6736(10)61422-5.
10. ↑  Linehan et al. 2006，第757–766頁
11. ↑  Stoffers-Winterling J, Storebø OJ, Lieb K.  (PDF). Current Psychiatry Reports. 2020, 22 (37): 37  [2021-10-11]. PMC 7275094 . PMID 32504127. doi:10.1007/s11920-020-01164-1. （原始内容 (PDF)存档于2022-05-04）.
12. ↑  . www.nimh.nih.gov.   [20 May 2021]. （原始内容存档于2022-06-18）.
13. 1 2  Bogod, Elizabeth. "Borderline Personality Disorder Label Creates Stigma". 的存檔，存档日期2015-05-02. Retrieved 2013.
14. ↑  Linehan 1993，第43頁
15. 1 2  Manning 2011，第36頁
16. 1 2 3 4  Linehan 1993，第45頁
17. 1 2  Linehan 1993，第44頁
18. ↑  Stiglmayr CE, Grathwol T, Linehan MM, Ihorst G, Fahrenberg J, Bohus M. . Acta Psychiatr Scand. May 2005, 111 (5): 372–9. PMID 15819731. doi:10.1111/j.1600-0447.2004.00466.x.
19. 1 2 3 4 5  Brown MZ, Comtois KA, Linehan MM. . J Abnorm Psychol. February 2002, 111 (1): 198–202. PMID 11866174. doi:10.1037/0021-843X.111.1.198.
20. 1 2 3  Zanarini MC, Frankenburg FR, DeLuca CJ, Hennen J, Khera GS, Gunderson JG. . Harv Rev Psychiatry. 1998, 6 (4): 201–7. PMID 10370445. doi:10.3109/10673229809000330.
21. ↑  Koenigsberg HW; Harvey PD; Mitropoulou V;  et al. . Am J Psychiatry. May 2002, 159 (5): 784–8. PMID 11986132. doi:10.1176/appi.ajp.159.5.784.
22. ↑  National Education Alliance for Borderline Personality Disorder.  (PDF): 4.   [2013]. （原始内容 (PDF)存档于2012-09-12）.
23. 1 2 3 4 5 6  Manning 2011，第18頁
24. ↑  Diagnostic and Statistical Manual of Mental Disorders Fourth edition Text Revision (DSM-IV-TR) American Psychiatric Association (2000)
25. ↑  李明濱編，《實用精神醫學》，頁198
26. ↑  Hawton K; Townsend E; Arensman E;  et al. Hawton, Keith KE , 编. . Cochrane Database Syst Rev. 2000, (2): CD001764  [2013-08-05]. PMID 10796818. doi:10.1002/14651858.CD001764. （原始内容存档于2011-08-21）.
27. ↑  . BPD Today.   [21 September 2007]. （原始内容存档于2010-12-22）.
28. ↑  Soloff P.H.; Lis J.A.; Kelly T.;  et al. . Journal of Personality Disorders. 1994, 8 (4): 257–67. doi:10.1521/pedi.1994.8.4.257.
29. ↑  Gardner D.L., Cowdry R.W. . Psychiatric Clinics of North America. 1985, 8 (2): 389–403. PMID 3895199.
30. ↑  Horesh N, Sever J, Apter A. . Compr Psychiatry. July–August 2003, 44 (4): 277–83. PMID 12923705. doi:10.1016/S0010-440X(03)00091-9.